# Nordisches Umweltzeichen

Logo „Nordischer Schwan“

Das Nordische Umweltzeichen (engl. The Nordic Swan Ecolabel), auch Nordischer Schwan (The Nordic Swan) ist ein Umweltzeichen des Nordischen Ministerrats und das offizielle Umweltzeichen der Nordischen Länder. Es wurde 1989 ins Leben gerufen und von Norwegen und Schweden implementiert, Finnland implementierte es 1990, Island 1991 und Dänemark 1998. Es umfasst etwa 60 Produktgruppen.

## Einheimische Bezeichnungen
In den Nationalsprachen des Nordischen Ministerrats heißt das Umweltzeichen Joutsenmerkki (finn. „Schwanzeichen“), Svanemerket (norw. „Schwanzeichen“) Svanemærket (dän. „Schwanzeichen“), Svansmerkið (isl. „Schwanenzeichen“) und Svanen (schw. „(der) Schwan“). In Grönland wird es mit dem dänischen Namen bezeichnet.

## Logo
Die grafische Gestaltung des auf den Waren angebrachten Umweltzeichens ist angelehnt an die Flagge des Nordischen Rates in der Fassung von vor 2016. 
Das Zeichen zeigt einen stilisierten Schwan  in Grün und Weiß. Es wird oft mit einer Aufschrift in Versal in der jeweiligen Landessprache ergänzt: z. B. in Finnland (zweisprachig) ympäristömerkki („Umweltzertifikat“) bzw. miljömärkt („umweltzertifiziert“), in Schweden miljömärkt („umweltzertifiziert“), in Norwegen miljømerket („umweltzertifiziert“), in Dänemark svanemærket („Umweltzertifikat“). Auch andere Aufschriften kommen vor, z. B. dänisch nordisk miljømærkning („Nordische Umweltzertifizierung“).

## Kriterien
Das Nordische Umweltzeichen war 1994 einer der Gründer des internationalen Netzwerks für Umweltzeichen nach ISO 14024 Typ 1, GEN, dem Global Ecolabelling Network. Alle drei bis fünf Jahre werden die jeweiligen Kriterien überprüft und gegebenenfalls überarbeitet. Der Bekanntheitsgrad des Zeichens in Nordeuropa ist mit 90 % so hoch wie der des Blauen Engels in Deutschland.

## Produktgruppen
Das Nordische Umweltzeichen ermöglicht eine Zertifizierung in 58 verschiedenen Produktgruppen, die mehr als 200 verschiedene Produkttypen umfassen. Laut der eigenen Webseite werden inzwischen über 25.000 verschiedene Produkte mit dem Umweltzeichen „Nordischer Schwan“ verkauft.

## Verwendung in Deutschland
Auch auf dem deutschen Markt ist das Kennzeichen bereits verwendet worden, beispielsweise im April 2024 von Aldi Nord für Spielzeug des Herstellers Dantoy aus Bioplastik auf Zuckerrohr-Basis.